# Corinne Suter
Corinne Silvia Suter (Schwyz, 28 de septiembre de 1994) es una deportista suiza que compite en esquí alpino.
Participó en dos Juegos Olímpicos de Invierno, obteniendo una medalla de oro en Pekín 2022, en la prueba de descenso, y el sexto lugar en Pyeongchang 2018, en la misma prueba.
Ganó cinco medallas en el Campeonato Mundial de Esquí Alpino entre los años 2019 y 2023. En la Copa del Mundo consiguió cinco victorias y veintiseis podios en total.

## Palmarés internacional
| Juegos Olímpicos   | Juegos Olímpicos             | Juegos Olímpicos  | Juegos Olímpicos |
| Año                | Lugar                        | Medalla           | Prueba           |
| ------------------ | ---------------------------- | ----------------- | ---------------- |
| 2022               | Pekín (China)                | Medalla de oro    | Descenso         |
| Campeonato Mundial |                              |                   |                  |
| Año                | Lugar                        | Medalla           | Prueba           |
| 2019               | Åre (Suecia)                 | Medalla de plata  | Descenso         |
| 2019               | Åre (Suecia)                 | Medalla de bronce | Supergigante     |
| 2021               | Cortina d'Ampezzo (Italia)   | Medalla de oro    | Descenso         |
| 2021               | Cortina d'Ampezzo (Italia)   | Medalla de plata  | Supergigante     |
| 2023               | Courchevel/Méribel (Francia) | Medalla de bronce | Descenso         |